# Thierry Guidet
 (janvier 2024).
Si vous disposez d'ouvrages ou d'articles de référence ou si vous connaissez des sites web de qualité traitant du thème abordé ici, merci de compléter l'article en donnant les références utiles à sa vérifiabilité et en les liant à la section « Notes et références ».
Thierry Guidet, né le 2 janvier 1954 à La Bassée, dans le département du Nord, est un journaliste français.

## Biographie
Il suit des études de lettres supérieures, puis de philosophie, à Rennes. Il sort diplômé du Centre de formation des journalistes de Paris. Entré en 1976 au quotidien Ouest-France, il exerce successivement dans les rédactions de Rennes, de Pont-l'Abbé, de Morlaix, de Quimper et de Nantes. Il collabore également à la rubrique littéraire de la revue ArMen. En 1997, il est nommé rédacteur en chef adjoint de Dimanche Ouest-France.
En 2000, il quitte Ouest-France. Il devient enseignant-chercheur à l'École supérieure de journalisme de Lille : il dirige d'abord le département de formation continue, avant d'être nommé directeur général adjoint. Il quitte cet établissement pour fonder à Nantes, en janvier 2007, la revue Place publique, dont il est le directeur jusqu'en septembre 2015.
Il est l’auteur d’une quinzaine de livres et a participé à de nombreux ouvrages collectifs dont le Dictionnaire du patrimoine breton (Apogée) et le Dictionnaire de Nantes (Presses universitaires de Rennes).

## Ouvrages
- Qui a tué Yann-Vari Perrot ? enquête sur une mort obscure, Braspart, Beltan, 1986 ; rééd. Spézet, Coop Breizh, 1997  (ISBN 2-909924-84-X)
- Le Canal : à pied de Nantes à Brest, Rennes, Ubacs, 1991 ; rééd. Rennes, La part commune, 2007,  (ISBN 2-905373-50-4).
- Avec Alain Croix, Nantes : intelligence d'une ville, Ouest-France, 1993,  (ISBN 2-7373-1321-X).
- L'Allumée, Nantes, Joca Seria, 1995. Roman.
- Jonas, Joca Seria, 1997. Roman.
- Une affaire de cœur, Joca Seria, 1999. Roman.
- La Compagnie du fleuve : mille kilomètres à pied le long de la Loire, Joca Seria, 2004.
- Nantes et le surréalisme, coll. « Fascicules », Nantes, Château des ducs de Bretagne, 2007.
- Avec Jean Renard, Nantes : une histoire au fil de l'eau, Château des ducs de Bretagne, 2007.
- Dix promenades dans l'histoire de Nantes, Château des ducs de Bretagne, 2007.
- Nantes : saisie par la culture, Autrement, 2007.
- Dictionnaire de Nantes, (codirecteur), Presses universitaires de Rennes, 2013.
- La Rose et le Granit : le socialisme dans les villes de l'Ouest, La Tour-d'Aigues, Aube, 2014.
- Avec Alain Croix, Gwenaël Guillaume, Didier Guyvarc'h, Histoire populaire de Nantes, Presses universitaires de Rennes, 2017.
- Avec Alain Croix, Gwenaël Guillaume, Didier Guyvarc'h, Histoire populaire de la Bretagne, Presses universitaires de Rennes, 2019.
- Sainte-Croix. Au coeur de Nantes, un passage, Joca Seria, 2020.